# Калищи
Калищи — деревня в Заклинском сельском поселении Лужского района Ленинградской области.

## История
Впервые упоминается в писцовой книге Водской пятины 1500 года, как деревня Колища над озером над Долгим в Никольском Бутковском погосте Новгородского уезда.
Деревня Колищи обозначена на карте Санкт-Петербургской губернии 1792 года А. М. Вильбрехта.
Как деревня Колище она упоминается на карте Санкт-Петербургской губернии Ф. Ф. Шуберта 1834 года.

КОЛИЩЕ — деревня принадлежит прапорщику Василию Антонову, число жителей по ревизии: 24 м. п., 7 ж. п. (1838 год)

Деревня Колище отмечена на карте профессора С. С. Куторги 1852 года.

КОЛИЩЕ — деревня господина Антонова, по просёлочной дороге, число дворов — 8, число душ — 75 м. п. (1856 год)

КОЛИЩИ — деревня и мыза владельческие при озере Кривке, число дворов — 7, число жителей: 19 м. п., 24 ж. п. (1862 год)

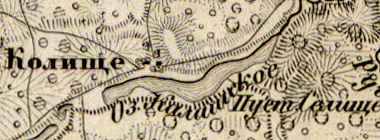
Деревня Калищи на карте 1863 года

Согласно карте из «Исторического атласа Санкт-Петербургской Губернии» 1863 года деревня называлась Колище.
В 1875 году временнообязанные крестьяне деревни выкупили свои земельные наделы у К. В. и М. П. Ракусо-Сущевских и стали собственниками земли.
Согласно материалам по статистике народного хозяйства Лужского уезда 1891 года, мыза Колище площадью 829 десятин принадлежала генерал-лейтенанту К. В. Ракусо-Сущевскому, его жене М. П. Ракусо-Сущевской и присяжному поверенному Н. А. Нечаеву, мыза была приобретена частями в 1875 и 1883 годах за 23 591 рубль. В мызе была кузница, мельница с конным приводом, а также больница.
В XIX — начале XX века деревня административно относилась к Перечицкой волости 1-го земского участка 1-го стана Лужского уезда Санкт-Петербургской губернии.
По данным «Памятной книжки Санкт-Петербургской губернии» за 1905 год, деревня Калищи и посёлок Калищи, входили в Перечицкое сельское общество, 357 десятин земли в Калищах принадлежали кандидату права Николаю Александровичу Нечаеву.
С 1917 по 1923 год деревня находилась в составе Изорского сельсовета Перечицкой волости Лужского уезда.
С 1923 года, в составе Толмачёвской волости.
С 1924 года, в составе Калищенского сельсовета.
По данным 1933 года деревня Калищи входила в состав Калищенского сельсовета Лужского района, административным центром сельсовета была деревня Изори.
C 1 августа 1941 года по 31 января 1944 года деревня находилась в оккупации.
В 1957 году население деревни составляло 124 человека.
По данным 1966 года деревня Калищи также входила в состав Калищенского сельсовета.
По данным 1973 и 1990 годов деревня Калищи входила в состав Каменского сельсовета.
В 1997 году в деревне Калищи Каменской волости проживали 16 человек, в 2002 году — 25 человек (русские — 92 %).
В 2007 году в деревне Калищи Заклинского СП проживали 15 человек.

## География
Деревня расположена в восточной части района на автодороге 41К-683 (Троицкий поворот — Затуленье).
Расстояние до административного центра поселения — 30 км.
Расстояние до ближайшей железнодорожной станции Толмачёво — 15 км.
Деревня находится на северном берегу Калищенского озера.

## Демография
| 1838 | 1862 | 1957 | 1997 | 2007 | 2010 | 2017 |
| ---- | ---- | ---- | ---- | ---- | ---- | ---- |
| 31   | ↗43  | ↗124 | ↘16  | ↘15  | ↗17  | ↘9   |

## Улицы
Набережная линия, Нечаевых, Новая, Парковая, Полевая, Центральная.